# Leucania microsticha
Leucania microsticha là một loài bướm đêm trong họ Noctuidae.